# Стафилин разделённоусый
Стафилин разделённоусый (лат. Staphylinus dimidiaticornis) — вид коротконадкрылых жуков рода Staphylinus из подсемейства Staphylininae. Евразия.

## Описание
Коротконадкрылые жуки (16—24 мм). Основная окраска тела чёрная, надкрылья, усики и ноги красновато-коричневые, усики апикально затемнённые, пенис изогнут у вершины. От близких видов отличаются следующими признаками: щиток чёрный, виски с тёмным опушением; базальная часть надкрылий красная; антенны с 5-го членика коричневые. Большинство тергитов с каждой стороны с золотисто-жёлтым пятном волосков. Среднегрудь без киля, тазики средней пары ног сближены.

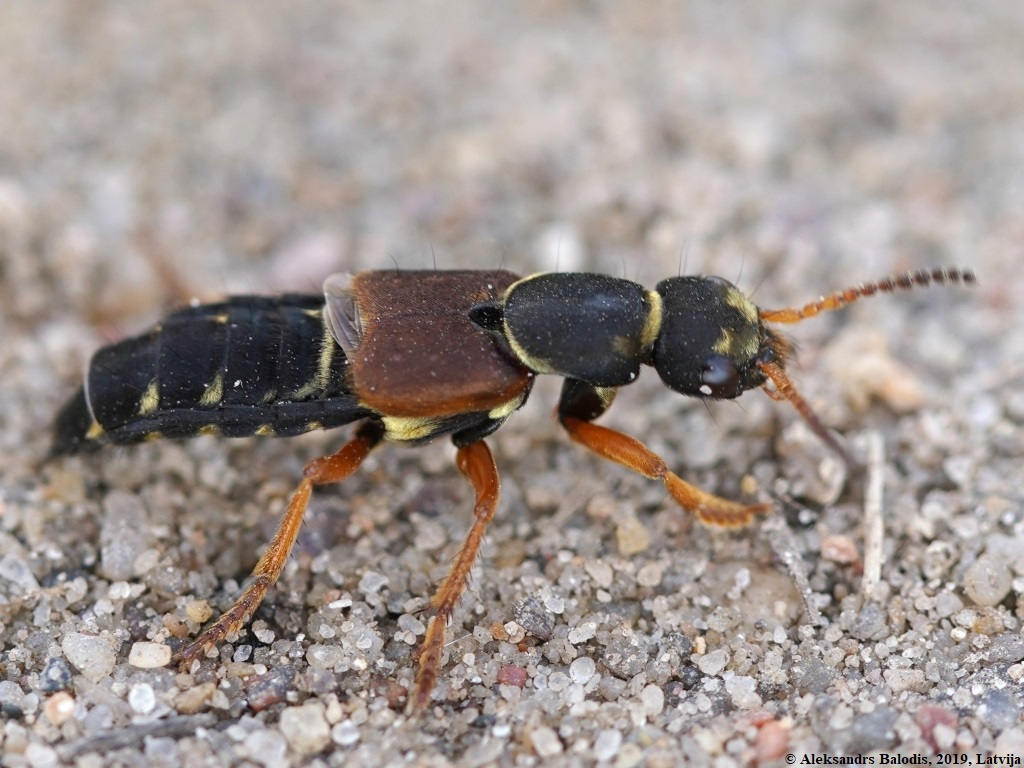
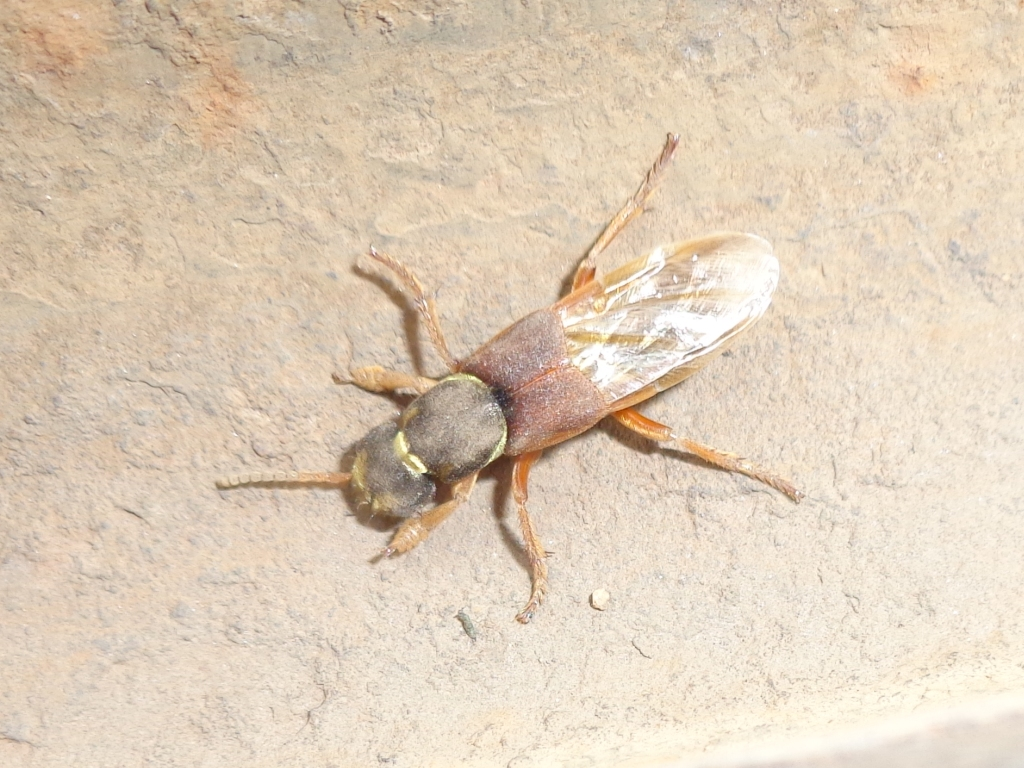

## Распространение
Широко распространён в Европе и встречается от низменных до субальпийских регионов, в целом он очень локальный и редкий, чаще встречается на севере ареала, который включает большую часть Европы от Пиренеев до Украины и на север до Великобритании и некоторых южных провинций Фенноскандии, спорадически распространяется на восток до Казахстана, но отсутствует в Малой Азии и Северной Африке. В Великобритании это очень местный вид в Уэльсе и южной Англии, хотя он обычно отсутствует в Восточной Англии и большей части Вест Кантри, он присутствует на островах Англси и Мэн, широко распространен в центральных и западных горных районах Шотландии, но отсутствует на шотландских островах, и есть очень мало находок из юго-восточной Ирландии. 

## Экология
О биологии этого вида известно немного, но в Великобритании взрослые особи обычно встречаются на открытых и влажных местах с пёстрой растительностью, в то время как в северных континентальных районах они более характерны для влажных лесных опушек и возвышенных лугов. Характерно, что взрослые особи встречаются среди мха и под камнями; их регистрировали бегущими в жаркие летние дни, а также собирали и лиственной подстилки как лиственных, так и хвойных лесов и на лесистых окраинах.